# Туракти
Туракти́ (каз. Тұрақты) — село у складі району Байдібека Туркестанської області Казахстану. Входить до складу Акбастауського сільського округу.
Населення — 540 осіб (2021; 569 у 2009, 456 у 1999, 333 у 1989).